# شمعية منتشرة
شمعية منتشرة (الاسم العلمي:Cereus diffusus) هي نوع من النباتات يتبع جنس الشمعية من الفصيلة الصبارية.